# Мешап (музика)
Мешап (енгл. mashup, mesh, mash up, mash-up, bootleg, blend, bastard pop/rock) настаје када музичар изводи две или више песама као једну композицију. Неки мешапови могу да се назову и ремиксом. У савременој музици, неки музичари певају две песме, које касније помешају у једну песму.